# Bogandé
Bogandé ist eine Kleinstadt im Osten Burkina Fasos und Hauptstadt der Provinz Gnagna. Der Flugplatz Bogandé hat den IATA-Code XBG und liegt am nordwestlichen Rand der Stadt. In Bogandé leben 84.838 Menschen.